# 長谷川哲也
長谷川 哲也（はせがわ てつや、1963年 - ）は、日本の漫画家。

## 経歴など
九州工業大学を卒業後、上京して劇画村塾で学び、デビュー。その後『週刊コミックバンチ』（新潮社）へ持ち込みしたことがきっかけで、原哲夫のアシスタントを務める。
初期の絵柄には諸星大二郎からの影響が強く、妖怪の描写で特に顕著である。後に原哲夫のアシスタントをして以来、その画風や人物の台詞に原の影響が見られるようになった。
初期から『神幻暗夜行』や『アラビアンナイト』のような、妖怪・伝承・神話などをテーマにした伝奇ものの他、『アトミックカフェ』のようなブラックユーモア交じりのSFも描く。SFでは頭身を下げたギャグ漫画風に人物を描写し、主要な登場人物を作者自身やくら☆りっさ、徳光康之といった友人の漫画家にする、一種のスター・システムを用いることが多い。その後は『ナポレオン』などの歴史物も描くようになった。

## 作品リスト

### 連載中
- アイゼンファウスト 天保忍者伝 → 新アイゼンファウスト アカシア通り（原作：山田風太郎）
  - アイゼンファウスト 天保忍者伝（『MiChao!』2008年 - 2010年、全4巻）
  - 新アイゼンファウスト アカシア通り（『Handyコミック』、2010年 - ）
- ドッグ・タイムズ（『ヤングキングアワーズ』2025年1月号[1] - ）

### 連載終了
- アトミックカフェ（ノアール出版、全1巻）
- アラビアンナイト（ノアール出版、全3巻）
アブド・アッラフマーン1世を主人公にしたファンタジー漫画。
- 陣借り平助（原作：宮本昌孝、『コミック乱ツインズ 戦国武将列伝』2011年2月号 - 2012年4月号）
- 神幻暗夜行（HobbyJapan、全1巻）
鬼に傷つけられた右目で霊視できる浪人、御子神幻也が諸国を巡り様々な怪異と出会う話。
- 青狼記（原作・脚本：楡周平、『週刊コミックバンチ』2003年51号 - 2005年21号、全6巻）
- 青年ナポレオン（『コミックトムプラス』1999年5月号 - 2000年12月号、未単行本化）
- セキガハラ（『コミック乱ツインズ 戦国武将列伝』2012年8月号 - 2016年8月号（最終号）、全6巻）
- ナポレオン -獅子の時代- → ナポレオン -覇道進撃-
  - ナポレオン -獅子の時代-（『ヤングキングアワーズ』2003年2月号 - 2011年2月号、全15巻）
  - ナポレオン -覇道進撃-（『ヤングキングアワーズ』2011年3月号 - 2024年8月号、全27巻）

ナポレオンの生涯を描く歴史漫画。『ナポレオン -獅子の時代-』は2011年2月号をもって第一部を完結。次号3月号より第二部『ナポレオン -覇道進撃-』に改題し、2024年8月号まで連載された。

### 読切作品
- 1812・崩壊（『ヤングキングアワーズ』2002年7月号・8月号）
ナポレオンのロシア遠征を題材にした、前後編の読切作品。
- 笑う殺し屋（『週刊漫画ゴラク』2011年2月25日号）

### その他
- 僕らはみんな河合荘（アニメ第1話 エンドカード）